# Peleteria melania
Peleteria melania är en tvåvingeart som beskrevs av Chao och Shi 1982. Peleteria melania ingår i släktet Peleteria och familjen parasitflugor. Inga underarter finns listade i Catalogue of Life.